# Олефіренко Надія Федорівна
Надія Федорівна Олефіренко (17 червня 1935, село Гута, тепер Богуславського району Київської області) — українська радянська діячка, новатор виробництва в радіопромисловості, штампувальниця Київського радіозаводу. Герой Соціалістичної Праці (16.01.1974). Депутат Верховної Ради СРСР 9—10-го скликань.

## Біографія
Народилася в селянській родині. Освіта середня спеціальна.
У 1955—1961 роках — ланкова колгоспу Богуславського району Київської області; бригадир садово-паркового господарства.
Член КПРС з 1959 року.
З 1961 року — штампувальниця Київського радіозаводу міста Києва. Досягла значних успіхів у виконанні й перевиконанні виробничих планів, узятих соціалістичних зобов'язань. Наставник молоді.
Потім — на пенсії в місті Києві.

## Нагороди
- Герой Соціалістичної Праці (16.01.1974)
- орден Леніна (16.01.1974)
- орден Трудового Червоного Прапора
- медалі